# Вийльма, Урмас
Урмас Вийльма (эст. Urmas Viilma; 13 августа 1973, Таллин, Эстония) — архиепископ Эстонской Евангелическо-Лютеранской церкви с 2015 года.
Урмас Вийльма окончил 1991 году Сауэскую Гимназию с серебряной медалью. Религиозное образование получил в Теологическом институте ЭЕЛЦ в Таллине (окончил институт в 1998 году).
2 мая 1993 года он был рукоположён в диакона (от епископа Эйнара Сооне). Он служил в 1993 диаконом в приходе Кейла и в годах 1993—1998 в приходе Пярну-Яагупи. 15 сентября 1998 (после окончания института) он был рукоположён в пасторы (в Домском соборе Таллина от архиепископа Яана Кийвита) и стал настоятелем прихода в Пярну-Яагупи (где служил пастором в 1998—2004); он ухаживал и в 1999—2004 прихода в Михкли, в 2001—2004 Тыстамаа и в 2003—2004 в Вигала. В 2003—2005 он был вице-пробстом округа Пярну.
Вийльма с 2010 года является пастором Таллиннской Домской церкви и канцлером консистории.
Избран архиепископом в ноябре 2014 года .